# Раичевић
Раичевић је српско и црногорско презиме. Може се односити на следеће особе:
- Мирко Раичевић (1982), фудбалер
- Миливоје Раичевић, фудбалер
- Мирослав Раичевић (1981), кошаркаш
- Немања Раичевић (1976), писац кратких прича
- Горан Раичевић, атлетичар, тркач на даљину
- Слободан Раичевић, писац
- Филип Раичевић, (1993) фудбалер